# この世をば 我が世とぞ思ふ 望月の 欠けたることも 無しと思へば
「この世をば 我が世とぞ思ふ 望月の 欠けたることも 無しと思へば」（このよをば わがよとぞおもう もちづきの かけたることも なしとおもえば）は、寛仁2年10月16日（ユリウス暦1018年11月26日）に、太閤・藤原道長が詠んだとされる和歌。この日は道長の三女・藤原威子が後一条天皇の中宮として立后された日であり、摂関政治の絶頂を示した歌としてしばしば引用され、望月の歌と呼ばれることもある。

## 背景

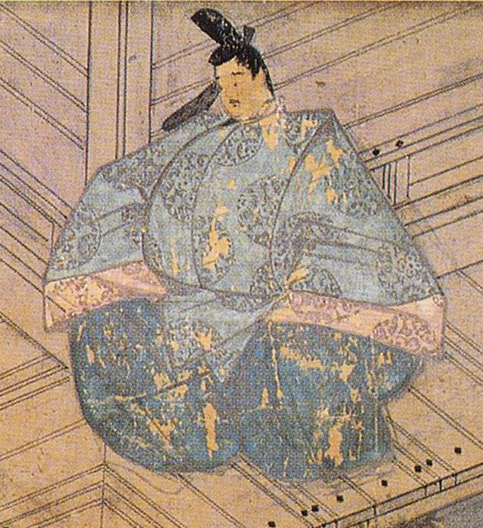
藤原道長（『紫式部日記絵巻』）

藤原道長は一条天皇期の関白藤原兼家の子であり、兄の藤原道隆・藤原道兼の後塵を拝する立場であった。しかし兄たちが相次いで病に倒れ、道隆の息子藤原伊周兄弟との権力闘争に勝利したことで、道長は朝廷を主導する立場についた。道長は娘である藤原彰子を一条天皇に入内させ、天皇の中宮（正妻）として立后した。
寛弘8年（1011年）、三条天皇が即位した。道長は娘の藤原妍子を入内させ、中宮として立后している。しかし道長は一条天皇と彰子の子である敦成親王の早期擁立を狙い、三条天皇に圧迫を加えた。このような状況下で三条天皇は藤原実資ら小野宮流の廷臣に頼った。小野宮流は兼家の伯父藤原実頼の系統であり、当主実資は有職故実に通じた朝廷の実力者で、しばしば公然と反対活動を行う気骨のある人物として知られていた。しかし道長の圧力は強力であり、実資らも天皇との関係強化には慎重であった。
長和5年（1016年）、三条天皇は眼病の悪化もあって退位し、敦成親王（後一条天皇）が即位した。道長は摂政となったが、健康不安もあって子の藤原頼通への権力移譲に注力することとなった。翌寛仁元年（1017年）には摂政を頼通に譲り、更にその翌年寛仁2年（1018年）2月9日には太政大臣も辞任して表面上は引退状態になった。頼通のほかの高官はほとんど道長派であり、警戒する必要があるのは大納言となっていた実資のみであった。威子の立后はこのような状況で行われた。これにより太皇太后彰子、皇太后妍子、中宮威子という三后すべてを道長の娘が占めるという空前絶後の事態となった。

## 寛仁2年10月16日の祝宴
寛仁2年10月16日、道長の屋敷土御門殿で祝賀行事が開かれた。摂政内大臣頼通、左大臣藤原顕光、右大臣藤原公季、大納言実資以下の公卿が参加したが、権大納言藤原公任は姉藤原遵子の喪に服していたため参加しなかった。公卿は庭中に整列し、中宮威子に対して慶賀を述べた。そして東対に宴座が設けられ、威子に御膳が供された。その後、二次会的な宴会である穏座が南の簀子においてはじまった。
最初頼通が上座を占めていたが、道長が入場するとその座を譲って公季に向かい合う形で着座した。このため行酒（酒の注ぎ手）が通る場所がなくなり、一旦地下に降りてから行き来しなければならなくなった。公卿・殿上人・地下人・楽人が楽器を鳴らして歌い、宴は大いに盛り上がった。三〜四巡した後、道長は実資に、頼通へ盃をすすめるよう頼んだ。盃はその後顕光・道長・公季と巡っていった。出席者には禄が配られたが、道長は「親がもらう子からの禄はあるかい」とふざけるなど上機嫌であった。
その後、道長は実資を呼び、「歌を詠もうと思う。必ず和してくれ（返歌をしてくれ）」と頼んだ。実資は「和さないことなど有りましょうか」と応じた。道長は「これは誇りたる歌（自慢している歌）に思われるかもしれない。しかし事前に作っていた歌ではない」と述べた後、次の歌を詠んだ。
此世乎は我世と所思望月乃虧たる事も無と思ヘハ—藤原道長、『小右記』寛仁二年十月十六日条
実資は「御歌優美なり」と褒めたが、「和すことはできません。皆でこの歌を吟詠するしかありません。かつて、白居易が元稹の菊の詩を聞いたとき、詩を返さず深く賞翫し、終日吟詠したものです。」と返答した。この話に感じ入った公卿たちは、数度歌を吟詠した。道長も重ねて返歌を求めることはしなかった。夜更けとなり、月が明るい頃、参加者は各々帰宅していった。

### 宴の夜の月
当時用いられていた宣明暦（太陰太陽暦）においては「望月（満月）」は、15日前後となる。当時、貴族の間で用いられていた暦具注暦には満月を指す「望」が記載されている。当時の暦による寛仁2年10月の「望」は15日となる。このため寛仁2年10月16日にのぼる月は、暦の上では「十六夜の月」であった。
ただし、国立天文台天文情報センターの算定では、この年の月齢15.0となるのは十六日の午後であり、天文学的には夜の月は「ほぼ満月」となる。上原作和はこのことからこの日を十六夜とするのは謬説であるとしている。一方で山本淳子は天文学的な月がどうであっても、和歌においては十六日の月を望月と表記することはないとしている。

## 記録

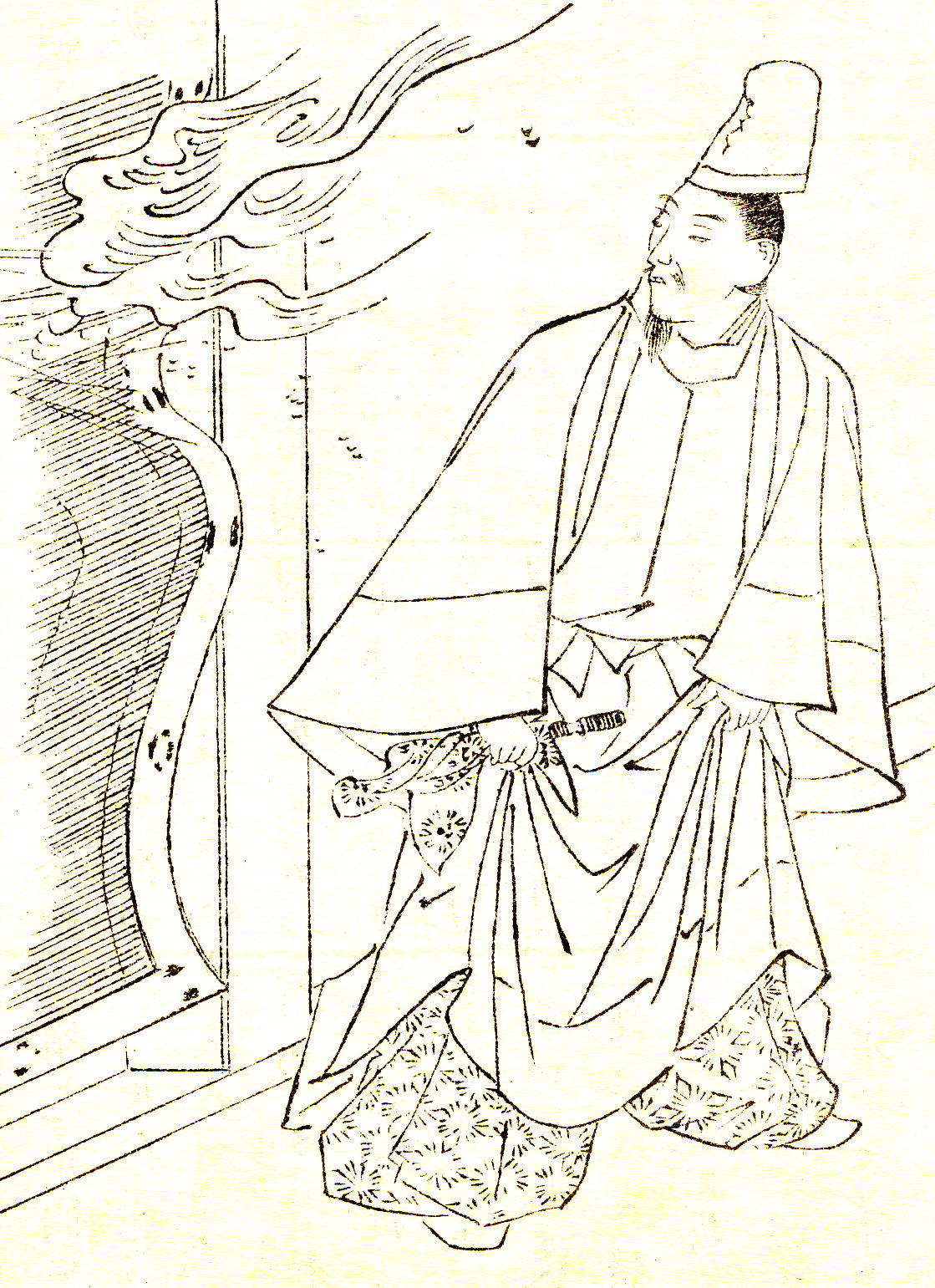
藤原実資（『前賢故実』）

この記録は実資の日記『小右記』に書かれたことで後世に知られることとなった。実資は『小右記』において道長が儀礼から逸脱した際や、天皇に対して不忠ととれる行動を取った際には批判を書き残しているが、この歌についてはなんら否定的な記述はない。倉本一宏は『小右記』に和歌が書き残される事自体が大変珍しいことであるが、実資が穏座に出席すること自体が稀であり、三后冊立という未曾有の事態を先例として書き残す必要があると考えて出席し、その場の記録を取ったとしている。『小右記』には原著そのままの広本と、省略された略本とがあり、この歌は広本のみに記載されていた。広本のうち最も整っている写本の前田家本は、江戸時代の火災で一部焼損し、この歌の部分も焼けてしまった。しかし、それ以前に前田家本の写本が作成されていたため、この歌の内容は現在に伝わることとなった。
道長自身は『御堂関白記』同日条においてこの日の宴について記しているが、歌については「於此余詠和歌」と、歌を詠んだこと、皆でそれを吟じたことのみが書かれている。道長が歌を書き残さなかった理由については竹内理三が指摘して以降様々な研究が見られる。竹内理三は「誇りたる歌」に道長が照れたことや、物事が満ち足りると、かえって災いが起きやすいという「盈満思想」に囚われていたためではないかとしている。池田尚隆はその場限りの歌であるから書き残さなかったのであろうとしている。山中裕は「もう若いときのように日記に書き留めるほとばしる気持ちがなかった」とし、朧谷寿は「泥酔しすぎて翌日日記に向かった時に思い出せなかった」という「下種の勘ぐり」を示している。末松剛は公家の日記はそもそも政治生活の記録やメモであり、即興の和歌が記されないのは当然のことであり、記されなかったということに意図や思想を見るべきではないとしている。
現存する『御堂関白記』に残る道長自身の和歌は3首であり、いずれも藤原公任に関連した歌である。

## 歌の語句
「この世」は同時代の歌においては「憂き世」として用いられることが多く、「あの世」を意識して用いられていた。
「望月」は『万葉集』では在りし日の姿を形容するために用いられるものであり、月の満ち欠けも無常感を表すためにつかわれるものであった。平安時代に入ると「望月」は信濃国の望月牧にかけて読まれることがほとんどである。ただし、後一条天皇の生後間もない頃には紫式部が「めづらしき ひかりさしそふ さか月は もちながらこそ ちよもめぐらめ」、藤原為頼が「もちながら ちよをめぐらん さか月の きよきひかりは さしもかけなん」と言う歌を詠んでいるが、これは望月とかけて祝意を示した数少ない例がある。田島智子は「望月」は盃とかけて詠まれるものであり、歌中に「盃」を用いず「望月」を用いたのは前例のないことであり、型から外れた歌であると評している。
山本淳子は古代においてこの歌を批評した唯一の文献である藤原清輔の『袋草紙』において、歌が読まれる直前に酒盃が座を巡っている記述があることに注目し、この歌の「望月」も「さかづき」と掛けられており、紫式部の歌を転用したのではないかとしている。また、「我が世」についても天皇や東宮以外が「自分が支配する世界」の意味で使った例はなく、「今日は我が世」等と時間を区切った形で用いられるものであるとしている。

## 歌の解釈

### 栄華を誇る歌であるとする解釈
「望月の歌」は道長が「この世は自分のものであると思う、望月が欠けていないように」と栄華を誇ったものであり、歌を吟詠した公卿たちもそれに追従したものという解釈が古くから取られている。与謝野晶子は江戸時代の史家儒学者が、奢恣の語として解釈しており、晶子と同時代の人々もこの見解を受けて道長を悪しざまにいう人が多かったとしている。
明治時代の教科書『小学校日本歴史』（明治22年版）でも歌を引いた後に「藤原氏の奢僭」、『高等小学古今事歴大要』（明治25年版）では「道長の矯僭、持って知るべし」と道長が栄華を誇っている様を示している。
大正時代の教科書『尋常小学国史』も、「おのが望みの皆かなひたるを十五夜の満月にひき比べて、此の世はおのれ一人のものぞと言う意味」としている。

### その他の解釈
与謝野晶子は、「望月の歌」が「酔中の戯謔（たわむれ）」にすぎず、道長の奢りの象徴であるとするのは誤解であるとしている。
田島智子は道長がかねてから実資を味方に取り込もうとしており、実資が「道長の望月」を支持するかどうか問いかけたものではないかとしている。実資は返歌を行わなかったが、道長自身も歌が元稹に例えて褒められたことから悪い気はしなかったであろうとしている。
河内祥輔はこの日が十六夜であり、月はすでに欠けはじめていることから、この歌自体は「栄華のはかなさ」を示したものであり、道長自身はそのはかなさを知っていることを示したものとしている。
山本淳子は「この世」は「この夜」の掛詞であることから、「この世をば　我が世とぞ思ふ」は「今夜のこの世を　私は心ゆくものと思う」、すなわち「今夜は本当にいい夜だなあ」程度の意味であるとした。そのうえで「月」は天皇の后の暗喩であるとし、「望月」は三后をすべて娘が占めたことを指したものとしたうえで、「望月の欠けたることの無しと思えば」は「（十六夜の）空の月は少し欠けているが、后となった娘は満月のように欠けていない」という意味だとした。また「我が世」が道長の世という意味であるならば、公卿たちは「我」を道長が主語であるように変じて唱和しなければ不自然であるともしている。
倉本一宏は穏座はかなり酒が回った状況であり、酩酊した道長が喜びの気持ちやその場の光景を歌にしたものであるとしてる。また、旧暦の満月は16日であることも多く、「次の夜からは欠ける満月」という解釈は『御堂関白記』に現れる道長像からはありえないとしている。

## 実資の行動に対する評価
実資が返歌を求められながらこれを行わなかった理由についても、歌の解釈とともに様々なものがある。一般に実資は道長の行動に対して批判を行う硬骨の人として評価されており、返歌を行わなかったことや『小右記』での記録に関しても道長への批判であるとされることもある。 
藤原清輔は『袋草紙』で優れた歌に返歌できなくても恥にならないという説明を行っているが、この際の実資の行動を例としている。
田島智子は道長の歌が型から大きく外れていたため、型通りの返歌ができず困惑したためではないかとしている。また実資が返歌を行わなかった理由としてあげた、白居易と元稹の菊の詩にまつわる故事は『白氏文集』第一四にあるものではないかとしている。ただしこれは白居易が元稹を偲び、不在の寂しさを元稹の詩を吟詠することでなぐさめたというものであり、素晴らしい詩だから吟詠したという実資の話とニュアンスが異なる。田島智子はこの話を実資が思い違いをしていたか、故意に捻じ曲げたか、もしくは現在では伝えられていない出来事があったのかはわからないとしている。
山本淳子は道長が頼通政権の安定のために公卿たちに協力を求め、その意を汲んだ実資が公卿たちに唱和させることで、三后と頼通政権の安定を公卿たちが支持している形を表わしたとしている。
倉本一宏は寛仁二年十月十六日条について「一般には、実資は道長の拙い歌に和す気になれなかったとか、傲りたかぶった道長の態度に嫌気をさして和さなかったとか考えられているようであるが、『小右記』を虚心に読むかぎりでは、別にそういったわけではなさそうである」と述べ、実資に特別な意図があったとする見方に疑問を示している。その上で、この歌が記録されてしまったことで、摂関政治を"悪しき政治体制"、道長を"天皇を蔑ろにする悪人"という印象を増幅・定着させたことを指摘して「道長や平安貴族、日本の歴史にとって幸いであったかは別問題」「史料というものの怖さが象徴的に表われた事例」としている。

## 望月のその後
道長はこの前から体調不良が続いており、寛仁2年4月頃からは度々昏倒し、10月頃には目もほとんど見えなくなっていた。それでも10月22日に行われた後一条天皇の土御門殿行幸と三后および東宮の対面が行われた際には、「私は心地が不覚（人事不省）になるほど生きてきた甲斐がある者である。言語には尽くしがたい」と喜びの思いを記している。「望月の歌」の半年後である寛仁3年（1019年）3月に出家を遂げたが、この際にも一時意識を失っていたと見られる。しかし9月頃にはある程度健康を回復し、没するまで政界に強い影響を及ぼした。
また実資は3年後の治安元年（1021年）に右大臣に就任している。この際実資は、道長の子教通から必要ないと言われていたにもかかわらず、出家した道長に謝意を述べるために面会している。
万寿2年（1025年）には道長の娘寛子（小一条院敦明親王妃）と嬉子（東宮敦良親王妃）が相次いで没した。寛子の臨終にあたっては道長は嬉子の出産を控えていたため最期を看取ることができなかった。嬉子は皇子を出産した後まもなく没し、道長は「魂呼」と呼ばれる魂を呼び戻す儀式を行わせた。その後道長は茫然自失となり、「自分たちを残してどこへ行くのか」と嬉子のなきがらに語りかけたという。万寿4年（1027年）には息子の顕信と皇太后妍子が病没した。『栄花物語』によれば、妍子の死にあたって道長は「年老いた父母を残して何処へ行ってしまうのか、私をお供につれて行きなさい」と言い、泣き伏したという。妍子の四十九日法要が行われた10月28日に道長も病の床につき、12月4日に没した。この相次ぐ道長一家の不幸は、道長によって不遇となった藤原顕光とその娘の敦明親王妃延子、三条天皇の皇后藤原娍子の怨霊であると言う噂が広まっていた。
万寿2年に生まれた嬉子の子は後冷泉天皇として即位し、頼通は50年間にわたって摂関を務めることとなる。しかし入内した頼通の娘・養女はいずれも皇子を産むことはなかった。このため治暦4年（1068年）には頼通と直接の外戚関係にない後三条天皇が即位した。頼通とミウチ関係にない後三条の治世以降、頼通ら摂関家の影響力は低下していくこととなる。